# Cigaritis immaculatus
Cigaritis immaculatus är en fjärilsart som beskrevs av Charles Oberthür 1915. Cigaritis immaculatus ingår i släktet Cigaritis och familjen juvelvingar. Inga underarter finns listade i Catalogue of Life.